# Aeropuerto de Siuna
El Aeropuerto Siuna (IATA: SIU, OACI: MNSI) es un aeropuerto que sirve al municipio de Siuna, en la Región Autónoma de la Costa Caribe Norte, Nicaragua.